# José Morais
José Morais (ur. 27 lipca 1965 w Lizbonie) – portugalski piłkarz, grający na pozycji pomocnika, trener piłkarski. Od czerwca 2022 jest głównym trenerem irańskiej drużyny piłkarskiej Sepahan.

## Kariera piłkarska

### Kariera klubowa
W 1984 rozpoczął karierę piłkarską w União Leiria. W 1986 odszedł do Dragões de Alferrarede. W 1988 przeniósł się do Atlético CP, skąd w 1990 został wypożyczony do SC Praiense. W 1990 został piłkarzem FC Penafiel, w którym zakończył karierę piłkarza w 1991.

## Kariera trenerska
Najpierw szkolił dzieci w klubie Benfica Lizbona. Od 1999 prowadził SL Benfica B. W sezonie 2001/02 stał na czele GD Estoril Praia. Potem trenował niemieckie kluby Westfalia Herne i Dresdner SC. Od 2003 do 2004 pomagał szkolić FC Porto. W sezonie 2004/05 trenował CD Santa Clara. Następnie do końca 2005 pracował w szwedzkim Assyriska FF. Od 2007 do 2009 roku kierował tunezyjskimi klubami Al-Hazem FC, Stade Tunisien i Espérance Tunis. W międzyczasie w 2008 pracował w sztabie szkoleniowym reprezentacji Jemenu. W latach 2009–2014 pomagał trenować takie znane kluby jak Inter Mediolan, Real Madryt i Chelsea F.C. W styczniu 2016 stał na czele tureckiego Antalyasporu, skąd w październiku przeniósł się do greckiego AEK-u Ateny. 16 lutego 2018 został zaproszony do beniaminka angielskiej Premier League Barnsley F.C., ale nie potrafił utrzymać się w najwyższej lidze i w maju opuscił swoje stanowisko. 16 sierpnia 2018 roku został mianowany na stanowisko głównego trenera klubu Karpaty Lwów. 28 listopada 2018 roku wykupił swój kontrakt i przeniósł się do koreańskiego Jeonbuk Hyundai Motors.